# 埃迪鲁单抗
埃迪鲁单抗（INN：eldelumab；开发代号：BMS-936557）或译依德鲁单抗，是一种抗CXCL10全人单克隆抗体（IgG1 κ型），设计用于治疗克罗恩病和溃疡性结肠炎。
该药物由百时美施贵宝和Medarex开发。